# Guo Yubin
Guo Yubin es un deportista chino que compitió en judo. Ganó dos medallas de bronce en el Campeonato Asiático de Judo de 1991, en las categorías de +95 kg y abierta.

## Palmarés internacional
| Campeonato Asiático | Campeonato Asiático | Campeonato Asiático | Campeonato Asiático |
| Año                 | Lugar               | Medalla             | Categoría           |
| ------------------- | ------------------- | ------------------- | ------------------- |
| 1991                | Osaka (Japón)       | Medalla de bronce   | +95 kg              |
| 1991                | Osaka (Japón)       | Medalla de bronce   | Abierta             |